# Loctudy
Loctudy is een gemeente in het Franse departement Finistère, in de regio Bretagne. De plaats maakt deel uit van het arrondissement Quimper. Loctudy telde op 1 januari 2022 4.043 inwoners.
Loctudy heeft een vissershaven gespecialiseerd in de vangst van kreeft (van april tot oktober). In de eerste helft van de 20e eeuw waren er ook visconservenfabrieken in de gemeente. Er is een overzetboot naar Île-Tudy aan de andere oever van de monding van de rivier Pont-l'Abbé.

## Geografie
De oppervlakte van Loctudy bedroeg op 1 januari 2022 12,73 vierkante kilometer; de bevolkingsdichtheid was toen 317,6 inwoners per km².

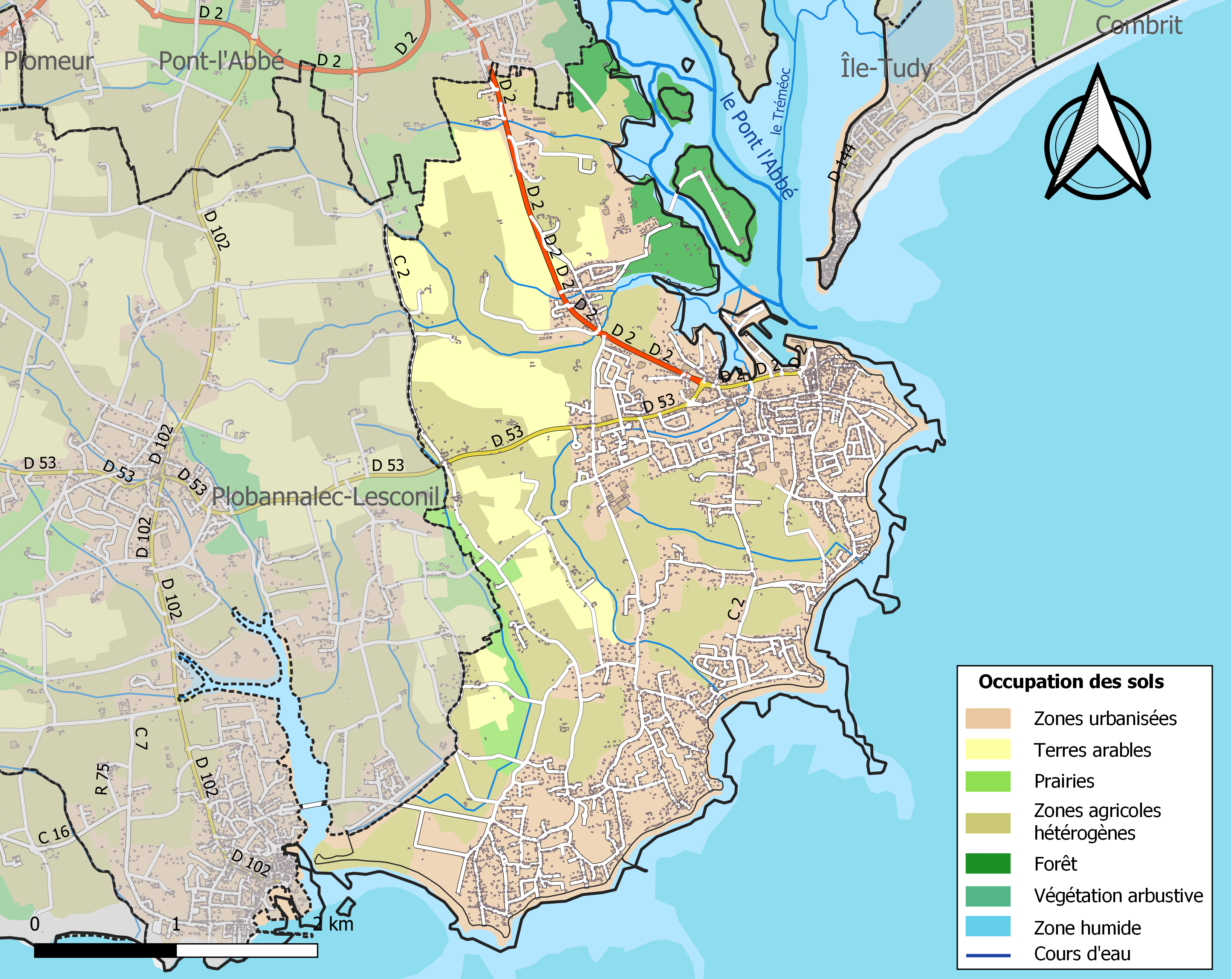
Kaart van de gemeente met belangrijkste infrastructuur, bodemgebruik en omliggende gemeenten

## Demografie
Onderstaande figuur toont het verloop van het inwonertal (bron: INSEE-tellingen).